# Affaire Griffin-Gosset
L'affaire Anthony Griffin, l'affaire Griffin, l'affaire Griffin-Gosset ou l'affaire Gosset est une affaire criminelle québécoise relative à la mort d'Anthony Griffin par le policier Allan Gosset le 11 novembre 1987, dans le quartier Notre-Dame-de-Grâce, à Montréal et aux évènements qui ont suivi.

## Mort d'Anthony Griffin
Vers 6 h 30, un conducteur de taxi appelle le Service de police de la Communauté urbaine de Montréal parce que son passager, Anthony Griffin, un homme noir anglophone de 19 ans d'ascendance jamaïcaine originaire de Sainte-Dorothée, n'a pas payé le tarif de 27 $. Les policiers Allan Gosset et Kimberley Campbell sont déployés sur place. Après une vérification à l'ordinateur, Allan Gosset découvre qu'Anthony Griffin a un mandat d'arrêt contre lui pour vol par effraction. Les policiers l'arrêtent, le fouillent et l'emmènent au poste de police 15, sans le menotter. Au stationnement du poste de police, Allan Gosset ouvre la portière. Anthony Griffin, s'enfuit. Allan Gosset lui ordonne de s'arrêter. Anthony Griffin s'arrête à six ou sept mètres du policier,. Allan Gosset ordonne à Anthony Griffin de se retourner. Il se retourne et Allan Gosset lui tire une balle au côté droit du front qui le tue,.
Roland Bourget, le directeur du Service de police de la Communauté urbaine de Montréal, a immédiatement suspendu Allan Gosset, âgé de 38 ans et policier depuis 16 ans, de ses fonctions pour avoir tiré sur Anthony Griffin sans aucun coup de semonce ou que celui-ci lui résiste. Il a été rappelé qu'en 1983, Allan Gosset a employé de la force excessive dans l'arrestation de Daniel Otchere, un Afro-Canadien d'ascendance ghanéenne tout en traitant celui-ci de « maudit nègre ». La Commission de police du Québec a blâmé le policier Allan Gosset et le Service de police de la Communauté urbaine de Montréal a versé, après un règlement à l'amiable, 2 000 dollars à Daniel Otchere,,. Cependant, Roland Bourget niera tout lien de la situation avec du racisme antinoir.
Son corps a été exposé au salon funéraire Armstrong, à Saint-Laurent. Les funérailles d'Anthony Griffin ont eu lieu le 14 novembre 1987 à l'église anglicane de Saint-Simon, au boulevard Souvenir, dans le quartier de Chomedey, à Laval. Il a été ensuite enterré au cimetière Mont-Royal.

### Réactions
- Gloria Augustus, la mère d'Anthony Griffin a intenté une poursuite au civil contre Allan Gosset et la Communauté urbaine de Montréal. Son avocat Reevin Pearl, avocat représentant, a réclamé 575 000 dollars en dommages punitifs et exemplaires. Il interviendra sous l'angle de la Charte des droits et libertés[10]
- Manlio Del Negro, avocat d'Anthony Griffin, a décrit l'adulte comme une personne anxieuse qui a peur d'aller en prison[9].
- Yolande Jumelle, vice-présidente du Congrès des femmes noires du Canada a appelé à l'emprisonnement immédiat d'Allan Gosset[2] :

« Quand vous tuez quelqu’un, vous êtes conduit en prison. Cet homme est dangereux pour la société. II doit être mis en cellule jusqu'à son procès.II s'agit d’un meurtre. »

- Philippe Fils-Aimé, directeur général du Centre de communication des communautés noires, a décrit la mort d'Anthony Griffin comme une exécution dans le même registre que les Tonton Macoute et la Gestapo. Il a affirmé que les violences policières concernent toute la population[1] :

« Ils se diraient qu'il n'y a que les nègres qu'on abat. Mais aujourd'hui les Noirs, demain les homosexuels peut-être, c'est un précédent qu'on ne peut tolérer. Si des policiers peuvent régler son compte à n'importe quel citoyen, c'est toute la population qui est en danger. »

- Le journaliste Michel Roy exige une enquête complète sur la mort d'Anthony Griffin et qu'Allan Gosset soit jugé comme tout autre citoyen. Il demande une réforme de la police en termes d'armes à feu, d’attitudes, de brutalité, de lutte contre le racisme, etc. De plus, il propose la création d'un Comité de la Communauté urbaine, composé majoritairement de non-policiers, qui se chargera de recueillir les plaintes faites à l'encontre de la police. Aussi, il dénonce le pouvoir démesuré du syndicat policier[11].
- Le président de SOS-Racisme Canada, Osé Dosmond croit que la mort d'Anthony Griffin est liée au racisme au vu des antécédents racistes d'Allan Gosset[12] :

« Nous avons tenté de ne pas céder à l’émotion et de garder beaucoup de réserve depuis le début de cette histoire et nous attendons toujours les résultats de l’enquête avant de prendre position. Mais à la lumière des nouvelles révélations sur les antécédents racistes du policier Gosset, nous sommes inquiets et nous avons de plus en plus de motifs de croire que l’incident a une connotation raciste. »

- Juanita Westmoreland-Traoré, présidente du Conseil des communautés culturelles et de l'immigration, Osé Dosmond, président SOS-Racisme Canada, Ronald Rock, directeur général du Conseil de la communauté noire, Noël Alexander, président de l'Association jamaïcaine de Montréal et la Commission des droits de la personne du Québec ont demandé une enquête impartiale et publique sur la mort d'Anthony Griffin[13],[5] au ministre de la justice Hebert Marx, ainsi qu'un rapport public et complet de l'enquête[14].
- Léa Cousineau, vice-présidente de la Commission de la sécurité publique et membre du comité exécutif de la ville de Montréal, a déclaré que la mort d'Anthony Griffin a dévoilé l'existence de racisme dans la police et le reste de la Communauté urbaine de Montréal et discrédite le SPCUM[15],[13].
- Arthur Hiess et Benjamin Teitelbaum, fondateurs de l'Institut canadien des droits des minorités, désapprouve les propos de Roland Bourget qui nient tout connotation raciste à l'affaire. Ils dénonçaient le fait que les cours de formation culturelle, qui se donnaient au poste 15, celui d'Allan Gosset, étaient pris en charge par des personnes qui n'étaient pas des spécialistes sur ces enjeux et revendiquaient que ces programmes ne soient plus subventionnés jusqu'à la fin de l'enquête[5].
- Selon le service de police de la Communauté urbaine de Montréal, les communautés noires montréalaises ont une plus grande méfiance de la police à la suite de la mort d'Anthony Griffin. En effet, deux membres de la police remarquent une attente venant de plusieurs personnes noires que les agents de police vont leur tirer dessus et les tuer et une suspicion vis-à-vis des policiers de faire un « powertrip »[16]
- Le 19 novembre 1987, le Centre de recherche-action sur les relations raciales demandait au ministère de la Justice une augmentation de policiers issus de minorités visibles; l'implantation du poste permanent de conseiller en relations raciales occupé par une personne employée à contrat et membre d'une minorité visible, qui n'est pas liée au service, au niveau de l'état-major de la police; la création d'une formation sur les discriminations raciales policières; des sentences maximales pour les violences racistes; l'introduction d'un cours de sensibilisation sur les relations interculturelles dans le programme de techniques policières; une plus forte intervention de la Commission des droits de la personnes du Québec dans les cas de racisme; la nomination d'une seule personne, au niveau municipal, pour la promotion des droits et intérêts des minorités[17],[18].

### Manifestations
Le 21 novembre à 12 h, SOS-Racisme, le Bureau de la communauté chrétienne des Haïtiens de Montréal, le Black Communication Media et d'autres organisations antiracistes organisent une marche silencieuse et pacifique vers le Palais de justice de Montréal pour honorer la mort d'Anthony Griffin,. Chaque manifestant aura une fleur à la main et une étoffe noire au bras. Initialement, la destination était vers le poste 15, où Anthony Griffin est mort, mais les organisateurs ont changé de direction pour ne pas aggraver les relations entre les communautés noires et la police.

### Jugements
- Cour suprême du Canada, R. c. Gosset, 9 septembre 1993 (lire en ligne), [1993] 3 RCS 76
- Cour suprême du Canada, Augustus c. Gosset, 3 octobre 1996 (lire en ligne), [1996] 3 RCS 268

### Vidéographie
- Épisode [Racisme ou accident : l'affaire Gosset-Griffin] de la série Tout le monde en parlait. Diffusé pour la première fois le 11 août 2015 sur la chaîne ICI Radio-Canada.
- Épisode [La police sous enquête l'affaire Gosset] de la série Tout le monde en parlait. Diffusé pour la première fois le 18 août 2015 sur la chaîne ICI Radio-Canada.